# Дъглас Уилок
Дъглас Хари Уилок (на английски: Douglas Harry Wheelock) e американски тест пилот и астронавт на НАСА, участник в два космически полета и дълговременен престой от 163 денонощия на МКС по време на Експедиция 25. Уилок е първият офицер от USArmy, командир на Експедиция до МКС.

## Образование
Дъглас Уилок завършва колежа Windsor Central High School в Ню Йорк през 1978 г. През 1983 г. завършва Военна академия на Съединените щати, Уест Пойнт, Ню Йорк с бакалавърска степен по инженерство. През 1992 г. получава магистърска степен по аерокосмическо инженерство в Технологичния институт на Джорджия.

## Военна кариера
Дъглас Уилок започва военната си кариера през 1983 г. веднага след дипломирането си, със звание лейтенант. През септември 1984 г. завършва школа за пилоти и става армейски пилот. Зачислен е в 9 – ти кавалерийски полк, като пилот на хеликоптер. През годините авансира в службата – командир на отделение, взвод, рота, началник-щаб на батальон и достига до командир на авиацията в полка. През 1992 г. завършва школа за тест пилоти в Мериленд. През юли 2011 г. завършва Армейския генералщабен колеж във Форт Левънуърт, Канзас. След това участва в операция на умиротворителните сили в Афганистан (на английски: Operation Enduring Freedom). В кариерата си има над 2500 часа полетни часа на 54 различни типа летателни апарати, предимно хеликоптери, но лети и на самолети.

## Служба в НАСА
Дъглас Уилок е избран за астронавт от НАСА на 4 юни 1998 г., Астронавтска група №17. През август същата година започва обучението му в космическия център Линдън Джонсън, Хюстън, Тексас. Първите си назначения получава при включването му в дублиращите екипажи на Експедиция 2 и Експедиция 4, и като CAPCOM офицер на Експедиция 8 на МКС. Взема участие в два космически полета. Има в актива си 6 космически разходки с обща продължителност 43 часа и 30 минути – 13-о постижение към 2012 г.

## Полети
Дъглас Уилок лети в космоса като член на екипажа на две мисии:
| Космически полети на Дъглас Хари Уилок                    | Космически полети на Дъглас Хари Уилок | Космически полети на Дъглас Хари Уилок | Космически полети на Дъглас Хари Уилок | Космически полети на Дъглас Хари Уилок     | Космически полети на Дъглас Хари Уилок | Космически полети на Дъглас Хари Уилок |
| №                                                         | Дата                                   | КК                                     | Емблема на мисията                     | Функции                                    | Продължителност                        |                                        |
| --------------------------------------------------------- | -------------------------------------- | -------------------------------------- | -------------------------------------- | ------------------------------------------ | -------------------------------------- | -------------------------------------- |
| 1                                                         | 23 октомври 2007                       | „Дискавъри“, мисия STS-120             |                                        | Специалист на мисията                      | 15 денонощия 02 часа 24 минути         |                                        |
| 2                                                         | 15 юни 2010                            | „Союз ТМА-19“, Експедиция 25 на МКС    |                                        | Бордови инженер, Командир на Експедиция 25 | 163 денонощия 07 часа 11 минути        |                                        |
| Сумарно време в космоса – 178 денонощия 09 часа 35 минути |                                        |                                        |                                        |                                            |                                        |                                        |

## Награди
- Медал за отлична служба;
- Медал за похвална служба;
- Медал за похвала на USArmy;
- Медал за постижения на USArmy;
- Медал за добра служба на USArmy;
- Медал за служба в националната отбрана;
- Медал за отбраната на Корея;
- Медал за участие във войната с тероризма;
- Медал за армейска служба;
- Медал за задгранична армейска служба;
- Медал на НАСА за участие в космически полет.

## Личен живот
Дъглас Уилок е женен и има едно дете.